# 2-Amino-1-methyl-6-phenylimidazol(4,5-b)pyridin
2-Amino-1-methyl-6-phenylimidazol[4,5-b]pyridin ist eine chemische Verbindung aus der Gruppe der Imidazopyridine, genauer ein 1H-Imidazo[4,5-b]pyridin, das an den Positionen 1, 2 und 6 durch Methyl-, Amino- bzw. Phenylgruppen substituiert ist. Es ist das häufigste der mutagenen heterocyclischen Amine, die in gekochtem Fleisch und Fisch vorkommen.

## Vorkommen
2-Amino-1-methyl-6-phenylimidazol[4,5-b]pyridin kommt in hitzebehandeltem Fleisch und Fisch vor, in denen es durch die Maillard-Reaktion entsteht. Es wurde auch in Tabakrauchkondensat nachgewiesen.

## Gewinnung und Darstellung
2-Amino-1-methyl-6-phenylimidazol[4,5-b]pyridin kann aus 2-Amino-3-brom-5-phenylpyridin gewonnen werden.

## Eigenschaften
2-Amino-1-methyl-6-phenylimidazol[4,5-b]pyridin PhIP hat eine starke östrogene Aktivität, die die Transkription von Östrogen-(E2)-regulierten Genen, die Proliferation von E(2)-abhängigen Zellen, die Regulation des Progesteronrezeptors und die Stimulation der mitogen-aktivierten Proteinkinase-Signalgebung induziert.

## Sicherheitshinweise
2-Amino-1-methyl-6-phenylimidazol[4,5-b]pyridin löst bei Ratten Brust- und Dickdarmkrebs aus.

## Regulierung
Über den Safe Drinking Water and Toxic Enforcement Act of 1986 besteht in Kalifornien seit dem 1. Oktober 1994 eine Kennzeichnungspflicht für Produkte, die 2-Amino-1-methyl-6-phenylimidazol[4,5-b]pyridin enthalten.

## Externe Links zu erwähnten Verbindungen
1. ↑  Externe Identifikatoren von bzw. Datenbank-Links zu 2-Amino-3-brom-5-phenylpyridin:  CAS-Nr.: 107351-80-4, PubChem: 3306470, Wikidata: Q82188648.